# Mosteiro de Montserrat

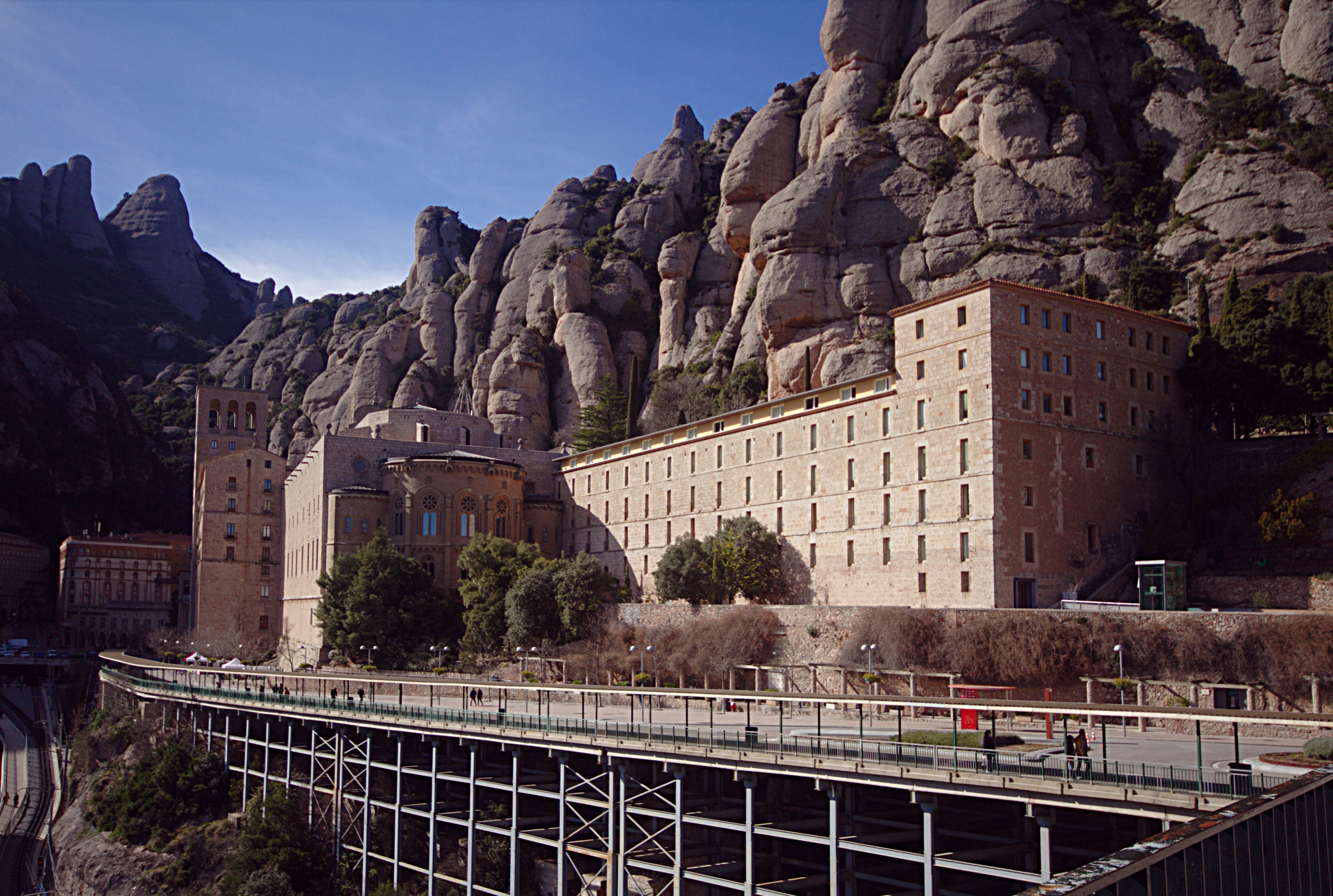
Mosteiro do Monte Serreado

O Mosteiro de Montserrat (em catalão, Abadia de Montserrat), localizado no Monte Serreado, no município de Monistrol de Montserrat, na província de Barcelona, na Catalunha, na Espanha, é um mosteiro beneditino que abriga a famosa imagem de Nossa Senhora do Monte Serreado, a padroeira da Catalunha. É um dos cinco santuários marianos.

## História
O mosteiro foi construído na Idade Média ao redor da gruta onde teria sido encontrada a imagem de Nossa Senhora de Monte Serreado, em 880. Foi destruído por tropas francesas em 1811, por ocasião da Guerra Peninsular.
Himmler em Montserrat: (1940) em busca do Graal que o líder da SS exigiu ver todos os documentos do mosteiro relacionados ao cálice. Por recusa do padre Ripol, Himmler gritou: "Todos na Alemanha sabem que o Graal está em Montserrat!".
Foi reconstruído em 1944. Durante a ditadura de Francisco Franco, que reprimiu o nacionalismo catalão, em meados do século XX, o mosteiro foi um reduto da cultura catalã.
O mosteiro faz parte do roteiro do novo livro de Dan Brown, Origem.
O recinto de Montserrat recebeu durante o ano de 2016 2 562 548 visitantes, 125 000 a mais que o ano anterior aproximadamente.

## Na ficção
O capítulo de abertura do romance Origem, de Dan Brown, de 2017, se passa em Santa Maria de Montserrat. No livro, um encontro secreto crucial é realizado entre um ateu declarado e os principais clérigos católicos, judeus e muçulmanos.